# We Made It
We Made It is een nummer van rapper Busta Rhymes. Het was oorspronkelijk bedoeld voor het studioalbum Back on My B.S, maar heeft het album niet gehaald vanwege de labelswitch naar Universal Motown. Het nummer, een samenwerking met rockband Linkin Park werd op single uitgebracht.

## Achtergrondinformatie
Busta Rhymes en de band leerden elkaar kennen tijdens de mixproces van Linkin Parks debuutalbum Hybrid Theory. Op het moment dat Rhymes een demo van het nummer hoorde met productieduo Cool & Dre op het refrein, vond Rhymes het nummer als een Linkin Park-nummer klinken en uitnodigde de band uit voor een samenwerking. Vanwege de drukke tourschema van de band, werd het gedeelte van Linkin Park in verschillende Aziatische landen opgenomen, het continent waar de toenmalige tour bezig was.
We Made It kreeg oorspronkelijk de titel It Looks Like We Made It mee. Naast Busta Rhymes is Mike Shinoda te horen op het tweede couplet en zingt Chester Bennington de hook. Brad Delson is aan het einde van het nummer te horen met een gitaarsolo dat lijkt op de intro van het nummer Papercut. Ook is er een sample van Michael Jacksons Thriller gebruikt. De reden voor Shinoda om mee te doen met Busta was de muzikaliteit van de track en de eerlijkheid van Busta's optreden.
Over de thema van de single zegt Rhymes: "Het gaat niet alleen over de 'hood', niet alleen over de buitensteden, het gaat over iedereen. Het kan niet beter beschreven worden als dat het de zielen van de normale mensen raakt." "Het gaat over het overwinnen van tegenspoed en het vieren van de moeizame obstakels die we meemaken", aldus Shinoda.
We Made It is geproduceerd door Cool & Dre met toegevoegde productie van Shinoda. Dit is de eerste keer dat de rapper met een rockband samenwerkt. Ten navolging hiervan, toerde Rhymes mee op Linkin Park's Projekt Revolution-toer. Tijdens enkele shows speelden zij dit nummer tot Busta de tour na enkele data om onduidelijke redenen verliet.

## Videoclip
De videoclip, geregisseerd door Chris Robinson, voor de single is op 15 april 2008 geschoten in Los Angeles, Verenigde Staten. Rhymes treedt samen met Bennington en Shinoda op in een lege ruimte (op de drumstel in de achtergrond na). In een andere scène is een groep mensen te zien die een heuvel opklimmen, waarbij alleen Rhymes en enkele anderen de top bereiken. De Styles of Beyond maken een cameo in de videoclip, netals Bishop Lamont en Lamar Odom. De videoclip is opgenomen op dezelfde plek waar het artwork van Meteora, Linkin Park's tweede album, is geschoten.

## We Made It Foundation
Busta Rhymes was van plan een liefdadigheidsinstelling op te zetten genaamd "We Made It Foundation". Het zou jonge studenten belonen voor de prestaties die zij op school leveren en voor het belonen van hun discipline, thuis en op school. Het is niet duidelijk of dit project van de grond is gegaan.

## Tracklist
1. "We Made It" (Amended Version) - 03:58
2. "We Made It" (A Capella (Edit)) - 02:59
3. "We Made It" (Instrumentaal)- 03:58

### Extra
1. "We Made It" (Videoclip)

Emily Armstrong · Chester Bennington · Rob Bourdon · Colin Brittain · Brad Delson 
Dave Farrell · Joe Hahn · Scott Koziol · Mike Shinoda · Mark Wakefield